# Atanòr
Atanòr è una casa editrice esoterica italiana.

## Storia
È una storica casa editrice italiana specializzata in esoterismo. Fu fondata a Todi nel 1912 da Ciro Alvi. Fin dalla sua fondazione, ha pubblicato libri su argomenti iniziatici, massonici, sulla simbologia esoterica e la Tradizione.
Fra gli autori, le cui opere sono state pubblicate dalle edizioni Atanòr, si ricordano Julius Evola, René Guénon, Arturo Reghini, Umberto Gorel Porciatti, Jean Marie Ragon, Enrico Cardile, Vittore Marchi, Salvatore Farina, Eliphas Lévi, Gérard Encausse, Oswald Wirth, John Godolphin Bennett, ma anche Christian Rosenkreuz, Paracelso, Ermete Trismegisto e altri ancora.
Nella prima metà del Novecento, la casa editrice diede alle stampe le riviste Atanòr (avviata nel 1924) e Ignis (dal 1925 al 1929), considerate le più note rassegne di quel secolo tra quelle dedicate agli studi tradizionali e iniziatici.
Chiusa nel 1926 a seguito delle leggi contro la Massoneria, le edizioni Atanòr riaprirono dopo il 1945, ad opera di Ercole Alvi. 
Nel 1993 la casa editrice fu rilevata da Federico Carbonari, che potenziò le collane e curò la ristampa di molti libri noti. La sua sede è a Roma. 
Il titolo della rivista è mutuato da atanor, il nome del forno nel quale gli alchimisti lavorano i metalli, per ottenere la Pietra filosofale. 